# Castillo de Cabas
El castillo de Cabas -también llamado castillo de Coves, de Coves o de Cobos- era una antigua fortaleza situada en el municipio de Millares (Valencia). Sus restos están clasificados como bien de interés cultural con número ministerial RI-51-0010789 de fecha 3 de junio de 2002.
El castillo se encuentra en la proximidades de la población, sobre un promontorio que domina el cauce del río Júcar, en la parte norte del término municipal. Es de planta rectangular y fábrica de mampostería y sillarejo. Se conserva la torre mayor junto a la cual se encuentran lienzos de muralla almenados. Del resto del recinto amurallado se distinguen restos de escasa envergadura. El recinto fue dañado por la carretera que lo atraviesa.